# Ulriksdals naturreservat
Ulriksdals naturreservat ligger mellan Brunnsviken och Edsviken söder om Ulriksdals slottspark i Solna kommun i Stockholms län. Reservatet bildades 1988 som ett naturvårdsområde och omfattar en area på cirka 32 hektar. Markägare och förvaltare är Ulriksdals slottsförvaltning.

## Beskrivning

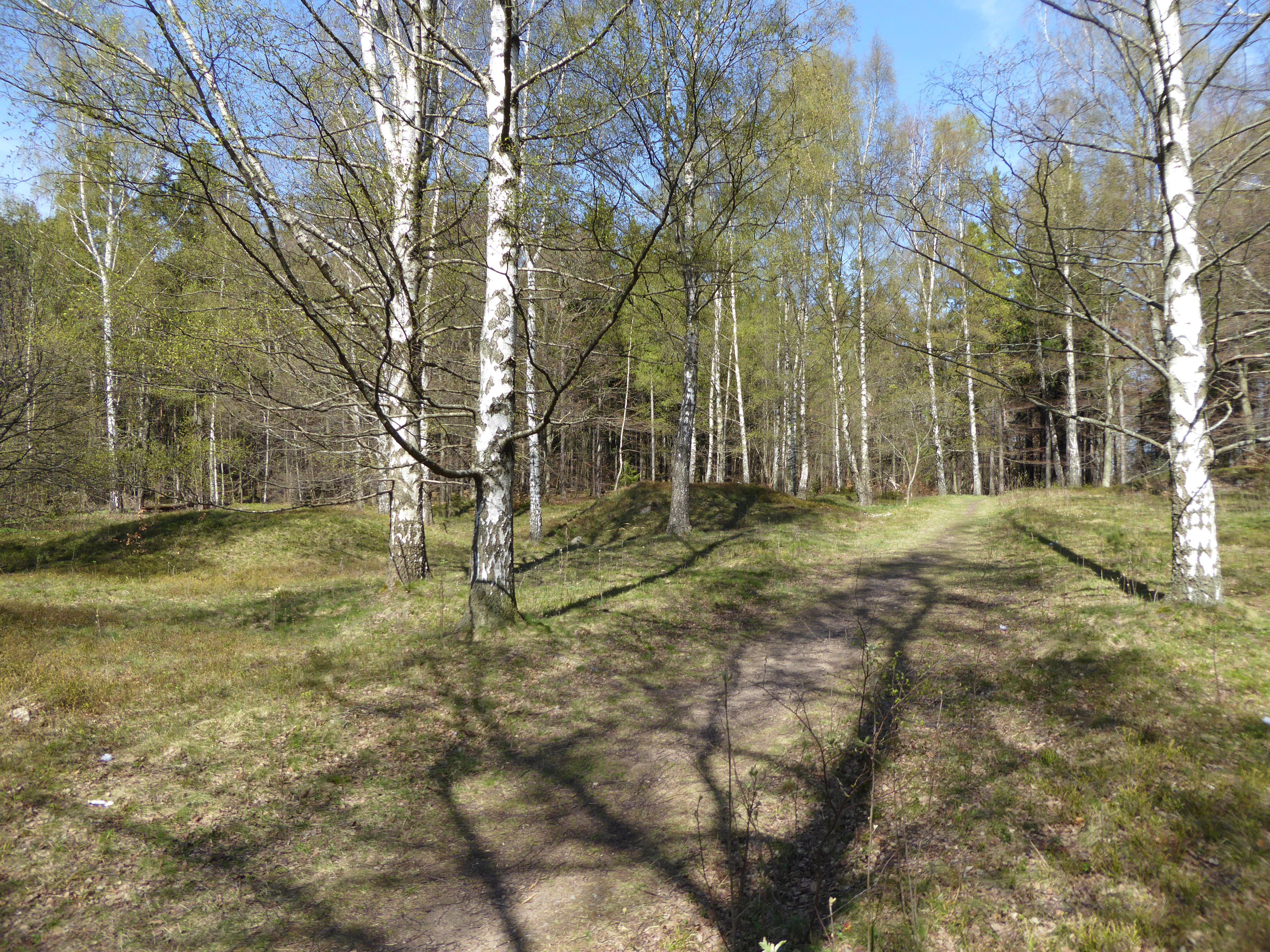
Mellanjärva gravfält, april 2015.

Genom Ulriksdals naturreservat sträcker sig Stockholmsåsen som bevarades med undantag för Kvarnkullen till stora delar för grusexploatering. Större delen av reservatets vegetation består av blandskog med bok och tall. Terrängen är kuperad och uppvisar en höjdskillnad på ungefär 40 meter. Här finns idag fyra åsryggar, Nordkullen, Sydkullen, Järvakullen och Kvarnkullen där den senare är den intressantaste ur botanisk som geologisk och kulturhistorisk aspekt. 
På den 43 meter höga Kvarnkullen stod en väderkvarn som  finns avbildad på 1600-talet i Suecia antiqua et hodierna och är dokumenterad så sent som 1865. Idag återstår en kvarnsten. Kvarnkullens södra sluttning var under lång tid en grustäkt som fylldes igen med tippmassor under 1970- och 1980-talen. Gränsen mellan ursprunglig ås och fyllnadsmaterial syns tydligt på vegetationen, som är lågväxt på den ursprungliga norra delen, medan den är frodig och högväxt på den nya södra delen. På åskullarnas östra sida återfinns en av Sveriges nordligaste bokskogar. 
På kullens västra sida ligger Mellanjärvagravfältet från järnåldern som är ett av Stockholmstraktens största forntida gårdsgravfält med cirka 175 synliga gravar och har historiskt samband med närbelägna Mellanjärva gård. Här vid Uppsalavägens gamla sträckning (numera Järvavägen) går reservatets västra gräns. En milsten från 1777 påminner därom.
Enligt Länsstyrelsen Stockholm, som är tillsynsmyndighet för reservatet, är ändamålet med Ulriksdals naturreservat bland annat ”att bevara och genom aktiva vårdåtgärder sköta det unika ekosystemet på  Kvarnkullen med dess speciella växtsamhällen och så att området skall kunna nyttjas som exkursionslokal/studieobjekt”.

## Bilder

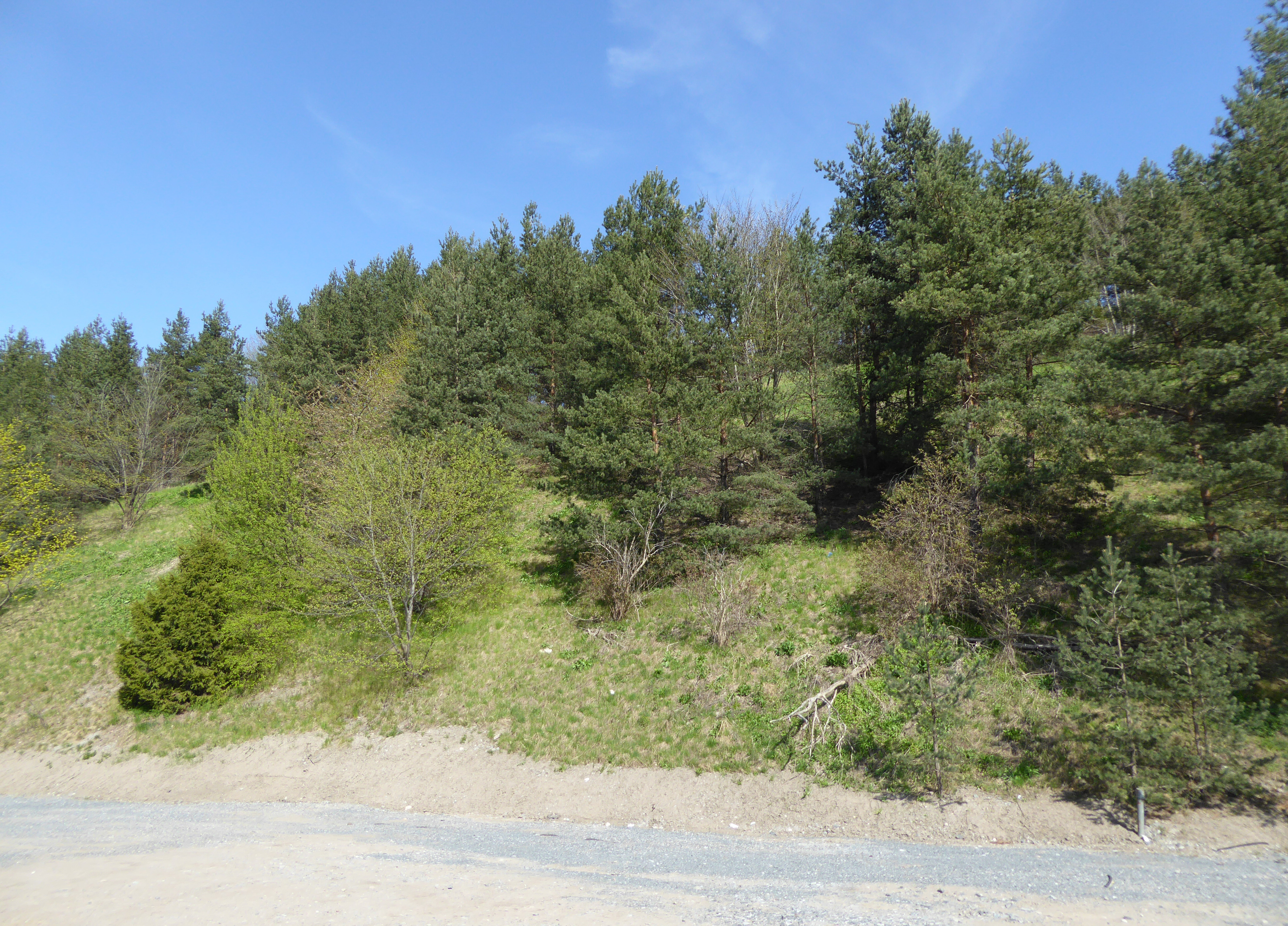
Kvarnkullens sydvästra sluttning
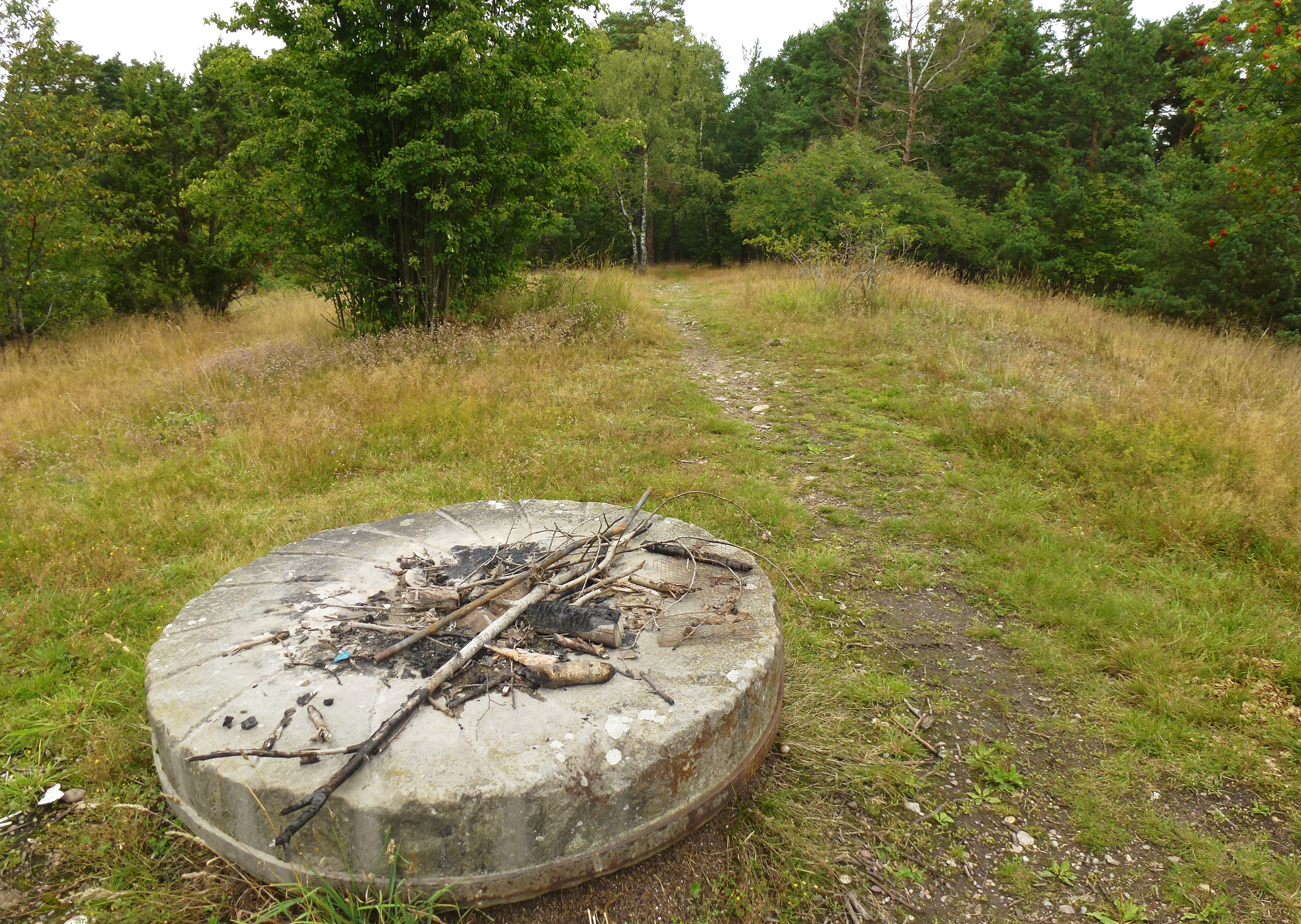
Kvarnkullen med kvarnstenen, 2012.

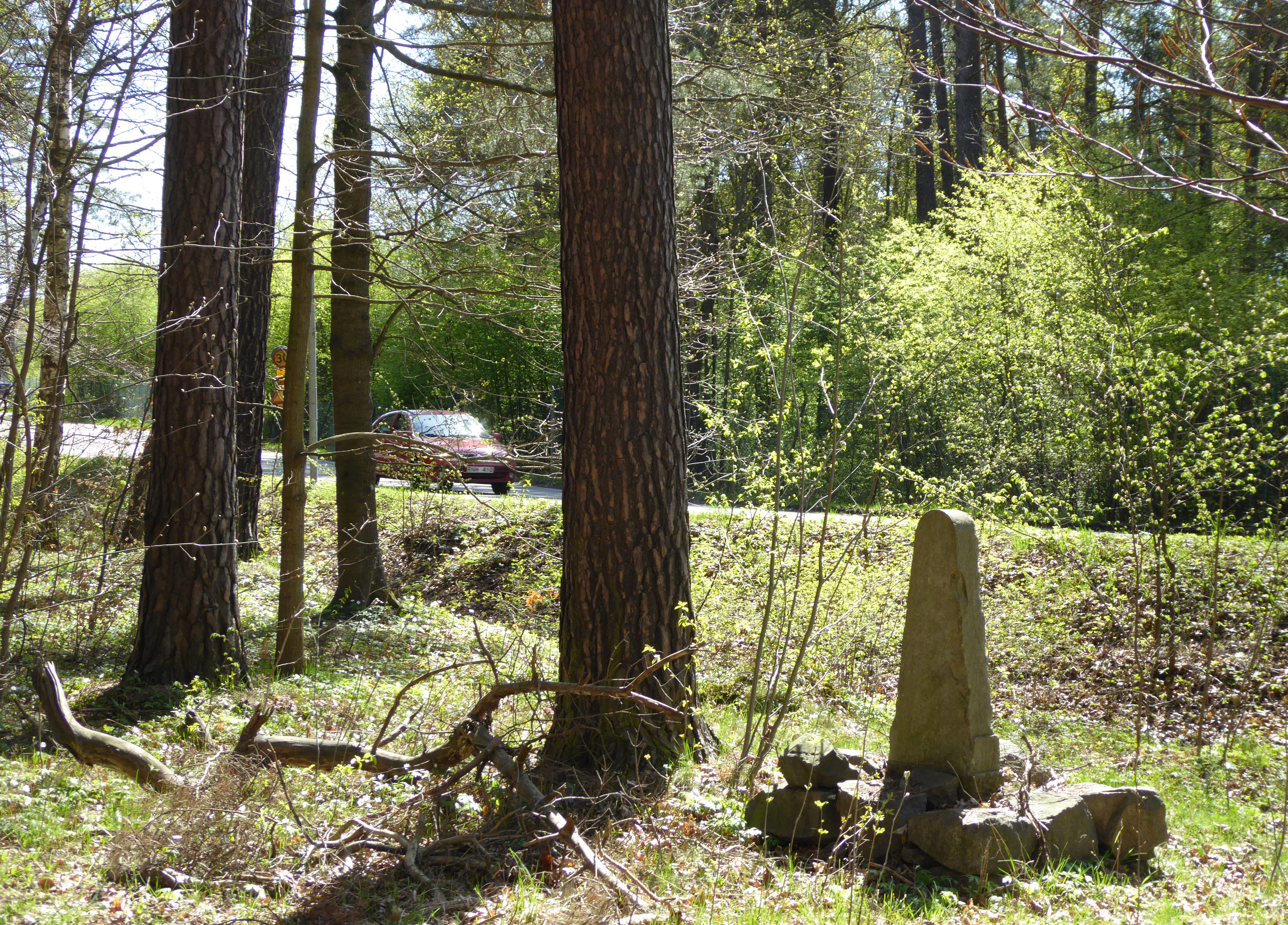
Milsten och gamla Uppsalavägen
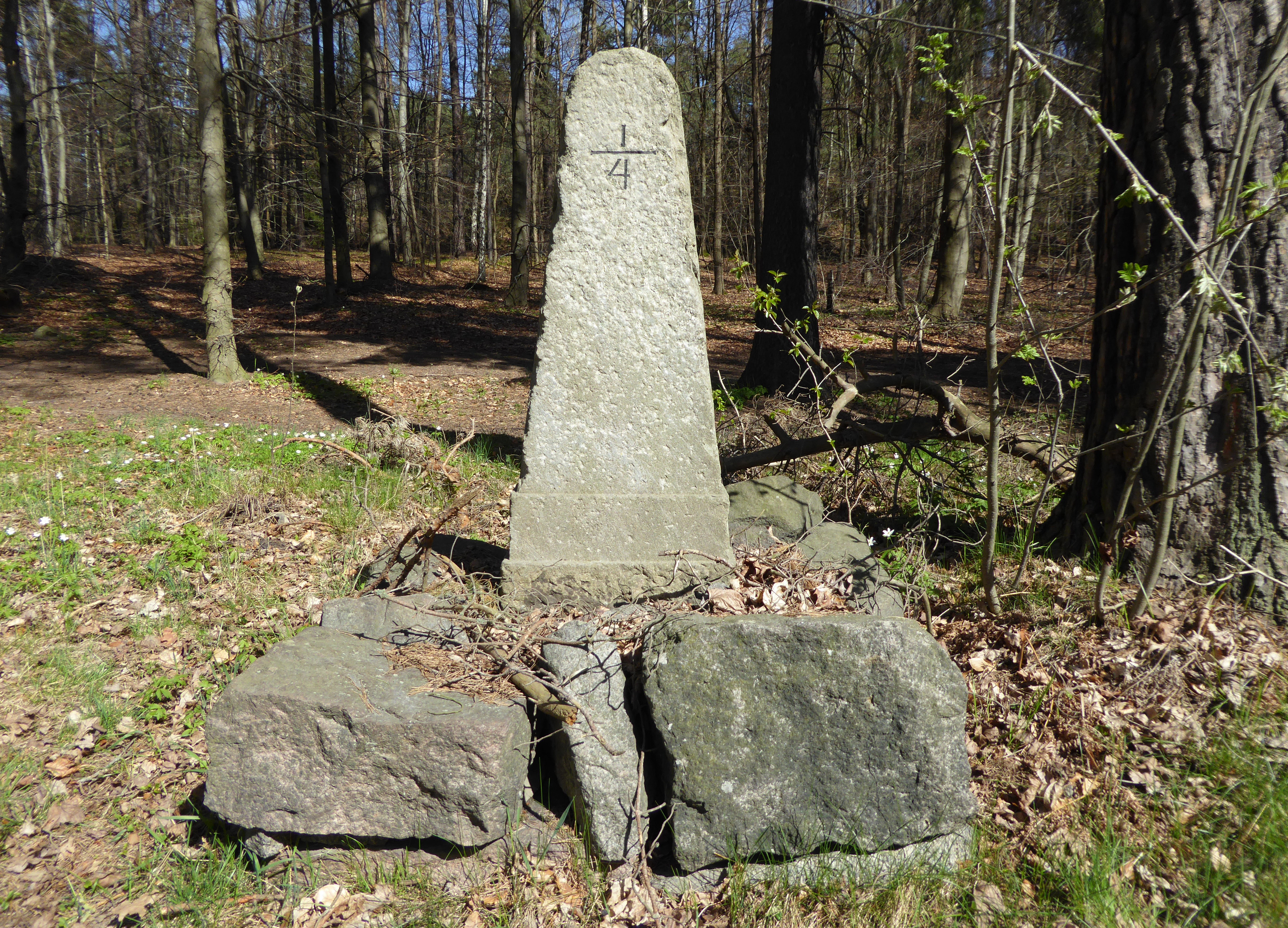
Fjärdingsstenen vid gamla Uppsalavägen